# يون فوسه
يون فوسه (29 سبتمر 1959م في النرويج)، كاتب نرويجي يعد من مؤلفي المسرحيات الأكثر عرضًا في العالم، وحاز جائزة نوبل للآداب عام 2023.

## من أعماله
صدرت روايته الأولى "أحمرأسود" عام 1983، وسباعيته "الاسم الآخر" في جزئين (2019)، و"أنا هو الآخر" عام (2020)، و"اسم جديد" في كتابين (2021)، وترجمت أعماله إلى أكثر من 40 لغة حول العالم.
- الاسم Namnet (1995؛ The Name، 2002)
- Vinter (الشتاء)"[22]
- Ein sommars dag (يوم صيفي)
- Natta Syng sine Songar (1998؛ Nightsongs، 2002)
- Draum om hausten (1999؛ Dream of الخريف، 2004)
- Dødsvariasjonar (2002؛ Death Variations، 2004)
- septology (السباعية)". ويتضمن العمل ثلاثة مجلدات تحمل عناوين: "الاسم الآخر 2019 (The Other Name: Septology I-II)، و"أنا آخر (2020 I Is Another: Septology III-V)"، و"اسم جديد" (2021 A New Name: Septology VI-VII).[22]

### أعمال مترجمة للعربية
- رواية «صباح ومساء» (2018). ترجمة أمل رواش، وشيرين عبد الوهاب.
- رواية «ثلاثية» (2023). ترجمة أمل رواش، وشيرين عبد الوهاب.[23]

## جوائز[24]
- جائزة نوبل للآداب عام 2023.[25]
- جائزة آيسن الدولية عام 2010.
- الجائزة الأوربية للآداب عام 2014.
- وسام القديس أولفا الملكي عام 2011.

## روابط خارجية
يون فوسه ونوبل للآداب.. حين يكون الصمت أهم مما يقال